# Globuliciopsis
Globuliciopsis is een geslacht van schimmels uit de orde Polyporales. De typesoort is Globuliciopsis fuegiana.

## Soorten
Volgens Index Fungorum bevat het geslacht twee soorten (peildatum augustus 2023): 
| Soortnaam                 | Auteur(s)            | Publicatiejaar |
| ------------------------- | -------------------- | -------------- |
| Globuliciopsis fuegiana   | Hjortstam & Ryvarden | 2004           |
| Globuliciopsis lindbladii | Hjortstam & Ryvarden | 2007           |